# Alejandro Frangioli
Alejandro Frangioli (La Plata, Provincia de Buenos Aires, 19 de enero de 1959) es un piloto argentino de automovilismo de velocidad. Desarrolló su carrera deportiva a nivel nacional compitiendo inicialmente en categorías promocionales, para luego pasar a competir en el Turismo Internacional, donde se convirtió en una de sus principales figuras.
Debutó inicialmente en la categoría monomarca Copa Corsa, para luego pasar a competir en la Monomarca Gol, habitual telonera del Turismo Competición 2000.
Compitió también en las promocionales Monomarca Kia y Desafío Fiesta, logrando en esta última su primera consagración a nivel nacional, al lograr el torneo apertura y el campeonato unificado del año 2004.
A fines del año 2004 debutó en la Clase Súper del Turismo Internacional, donde se convirtió en uno de sus máximos ganadores históricos al llevarse 3 campeonatos (2005, 2006 y 2018).
A la par de su carrera deportiva supo también desarrollar su carrera dirigencial, desempeñando el cargo de director del Autódromo Santiago Yaco Guarnieri entre los años 2012 y 2016.

## Trayectoria
| Año     | Categoría                                  | Marca             |
| ------- | ------------------------------------------ | ----------------- |
| 1997    | Debut en Copa Corsa                        | Chevrolet Corsa   |
| 1997    | Debut en Monomarca Gol                     | Volkswagen Gol    |
| 1998    | Monomarca Gol                              | Volkswagen Gol    |
| 1999    | Debut en Monomarca Kia                     | Kia Avella        |
| 2000    | Monomarca Kia                              | Kia Avella        |
| 2001    | Monomarca Kia                              | Kia Avella        |
| 2002    | Debut en Desafío Fiesta                    | Ford Fiesta       |
| 2003    | Desafío Fiesta                             | Ford Fiesta       |
| 2004    | Desafío Fiesta. Campeón                    | Ford Fiesta       |
| 2004    | Debut en Turismo Internacional, 2 carreras | Mercedes Benz 190 |
| 2005    | Turismo Internacional. Campeón             | BMW Serie 3       |
| 2006    | Turismo Internacional. Campeón             | BMW Serie 3       |
| 2007    | Turismo Internacional                      | BMW Serie 3       |
| 2008    | Turismo Internacional                      | BMW Serie 3       |
| 2009    | Turismo Internacional                      | BMW Serie 3       |
| 2010    | Turismo Internacional                      | BMW Serie 3       |
| 2011    | Turismo Internacional                      | BMW Serie 3       |
| 2012    | Turismo Internacional                      | BMW Serie 3       |
| 2013    | Turismo Internacional                      | BMW Serie 3       |
| 2014    | Turismo Internacional                      | BMW Serie 3       |
| 2016    | Turismo Internacional                      | BMW Serie 3       |
| 2017    | Turismo Internacional                      | BMW Serie 3       |
| 2018    | Turismo Internacional. Campeón             | BMW Serie 3       |
| 2019    | Turismo Internacional                      | BMW Serie 3       |
| Fuente: |                                            |                   |

Palmarés
| Título  | Categoría             | Marca       | Año  |
| ------- | --------------------- | ----------- | ---- |
| Campeón | Desafío Fiesta        | Ford Fiesta | 2004 |
| Campeón | Turismo Internacional | BMW Serie 3 | 2005 |
| Campeón | Turismo Internacional | BMW Serie 3 | 2006 |
| Campeón | Turismo Internacional | BMW Serie 3 | 2018 |